# Cairn von Park

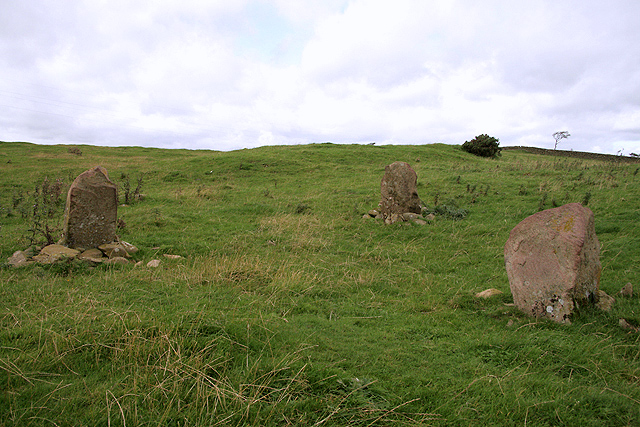
Cairn von Park

Der Cairn von Park (auch Park of Tongland genannt) in der Rest eines Vier-Pfosten-Steinkreises (englisch Four-poster stone circle), auch „Himmelssteinkreis“, nördlich von Kirkcudbrightshire in Dumfries and Galloway in Schottland.
Die Überreste eines Steinkreises, der von H. A. W. Burl als „Himmelssteinkreis“ aufgeführt wurde, steht auf dem Kamm des Tongland Hill, etwa 200 Meter westlich von Park. 1911 standen drei Steine, die ein gleichseitiges knapp 5,0 m messendes Dreieck bildeten. Der nördlichste davon wurde von Coles wieder errichtet, als er am Standort umgeworfen war. Der Weststein ist etwa 1,05 m hoch und hat 1,6 m Umfang. Der Oststein ist etwa 0,95 hoch und hat 1,85 m Umfang, während der wiederaufgerichtete Nordstein 0,9 m hoch ist und 1,8 m Umfang hat.
Die Ausgrabung, als Reaktion auf den Umsturz eines der drei Steine hat gezeigt, dass die Stätte aus einem ovalen Cairn besteht, in dem die Menhire (englisch Standing stones) stehen. Der Stumpf des vierten Pfostens wurde im Steinhaufen entdeckt. Unter dem Cairn wurde eine kleine Einäscherung freigelegt. Zu den dort gemachten Funden gehören eine Kragenurne (englisch Collared urn), eine Kordonurne (englisch Cordoned urn) und eine Schale.

## Kontext
Four-Poster Stone Circles werden vor allem in Schottland, besonders in Perthshire (Steinkreise von Carse Farm, Steinkreis von Ferntower), gefunden. Die Goatstones in Northumberland, der Steinkreis von Bordley in North Yorkshire und die Four Stones in Wales sind drei der wenigen Beispiele außerhalb Schottlands und Irlands (6 Exemplare – z. B. Cappaboy Beg, Reenkilla und Robinstown Great).